# ديلارا أكسوييك
ديلارا أكسوييك (بالتركية: Dilara Aksüyek)‏ هي ممثلة تركية ولدت في يوم 24 تموز 1987 في إزمير في تركيا، مثلت في مسلسلات عديدة أشهرها مسلسل السلطانة كوسيم و إسمه السعادة ومسلسل الرحمة.